# جيمس كيس
جيمس كيس (بالإنجليزية: James Kase)‏ هو مدرب كرة سلة أمريكي، (ولد في مقاطعة كولومبيا في الولايات المتحدة 1888  م).

## روابط خارجية
- جيمس كيس على موقع كلية كرة السلة في سبورتس رفرنس.كوم (الإنجليزية)